# Ana María Zurita Expósito
Ana María Zurita Expósito (Santa Cruz de Tenerife, 3 de noviembre de 1963) es una arquitecta y política española, diputada por el Partido Popular en el Congreso desde la XII legislatura. Desde febrero de 2020 es Secretaria Segunda de la Comisión de Igualdad del Congreso de los Diputados en la XIV legislatura.

## Biografía
Es arquitecta especializada en Edificación y Urbanismo, así como en Gestión del Territorio, y trabaja como funcionaria en el Ayuntamiento de Santa Cruz de Tenerife. Desde 2011 hasta 2015 fue concejala en el Ayuntamiento de Santa Cruz de Tenerife y desde 2015 es Consejera del Cabildo de Tenerife. De 2012 a 2016 fue miembro del Comité Ejecutivo Popular Regional. También ocupa el cargo de Coordinadora Regional de Infraestructuras, Territorio y Medio Ambiente dentro de la dirección del Partido Popular Canario. En junio de 2016 fue candidata por Santa Cruz de Tenerife en el Congreso de los Diputados, momento desde el que desempeña su cargo como diputada.

## Reconocimientos
- Premio Regional de Arquitectura Manuel Oraá (1995), por el diseño del Centro de Visitantes de San Sebastián de La Gomera.[5]
- Segundo Premio del Congreso Internacional de Construcción Sostenible (Oslo, 2002), por su obra de la sede del Instituto Tecnológico y de Energías Renovables (ITER).[5]